# (33621) Sathish
1999 JQ67 (asteroide 33621) é um asteroide da cintura principal. Possui uma excentricidade de 0.04211490 e uma inclinação de 5.22010º.
Este asteroide foi descoberto no dia 12 de maio de 1999 por LINEAR em Socorro.